# Dale Spalding
Dale Spalding est un chanteur, harmoniciste, guitariste et bassiste américain né le 16 avril 1949 à Downey (États-Unis), connu pour ses collaborations avec Poncho Sanchez et Canned Heat.

## Biographie
Dale Spalding grandit dans une famille de quatre enfants à Downey, en Californie. Adolescent, il s'intéresse l'harmonica après qu'un ami lui a fait écouter un album de Paul Butterfield. Il apprend également à jouer de la guitare. Il se passionne pour le rhythm and blues de La Nouvelle-Orléans, le Big Band Swing et la British Invasion. Il s'intéresse également aux géants du blues tels que Muddy Waters, BB King, Charlie Musselwhite, Sonny Terry & Brownie McGee, Little Walter, Sonny Boy Williamson, James Cotton, Jr. Wells, John Lee Hooker, Canned Heat, Taj Mahal et George "Harmonica" Smith. Spalding suit également de nombreux musiciens réputés exerçant à Los Angeles, tels que The Ashgrove et The Golden Bear,.
En 1969, Spalding déménage à San Francisco, où il joue dans des clubs et étudie l'harmonica avec le bluesman Sonny Terry. Sonny Terry présente Spalding à ses amis, dont Brownie McGhee, Willie Dixon, Johnny Shines, Lafayette Leake et Big Walter "Shakey" Horton.
Spalding forme ensuite un duo avec Duke Burrell, pianiste de Louis Jordan. Duke découvre le talent de vocaliste de Spalding et l'encourage à chanter davantage. Le duo joue pendant dix ans, durant lesquels Duke lui apprend toute une série de standards et ballades jazz.
Après le décès de Duke Burrell au début des années 1990, Spalding retourne à Los Angeles, où il forme The Dale Spalding Band avec le bassiste Tom Gargano, son ami de longue date. The Dale Spalding Band donne régulièrement des concerts à Los Angeles et joue avec divers musiciens, tels que le batteur James Gadson, le saxophoniste Lon Price et le pianiste Bruce "Funky Mal" Malament,.
En 2000, le conguero mexicain Poncho Sanchez découvre The Dale Spalding Band. Spalding et Poncho se lient d'amitié et commencent à collaborer. Spalding part à plusieurs reprises en tournée aux États-Unis et en Europe. Dale Spalding travaille avec Poncho Sanchez sur Latin Spirits et joue aussi de l'harmonica sur le morceau MaryAnn de 2003.
En 2005, Spalding emménage à La Nouvelle-Orléans, terre de certaines de ses influences musicales majeures. Il travaille rapidement avec le groupe de roots rock The Iguanas et avec de nombreux musiciens locaux. L'ouragan Katrina le force à déménager, cette fois à Austin, au Texas, où il réside toujours et joue en solo et avec le groupe du bluesman texan Little Elmore Reed's band. En 2007, sa carrière prend un nouveau tournant : il rencontre Fito de la Parra, batteur de Canned Heat. Après avoir donné plusieurs concerts ensemble, Fito lui propose de joindre Canned Heat, avec lesquels il joue depuis dans le monde entier. Il poursuit également sa carrière solo et continue à jouer régulièrement avec Poncho Sanchez.
Dale Spalding a également enregistré et/ou joué avec Dave Alvin, James Cotton, Marcia Ball, Ruthie Foster, Papa Mali, Otis Rush, Pinetop Perkins et Redd Volkaert.

## Discographie[3]

### En solo
- One by one (2008)

### Avec Poncho Sanchez
- Latin Spirits (2001)

### Avec Ruthie Foster
- The Phenomenal Ruthie Foster (2007)

### Avec Robert Kyle[4]
- Blue Winds (2000)

### Avec Canned Heat[5]
- Songs From The Road (2015)